# 바둑판
바둑판은 바둑을 두기 위해 필요한 물건이다. 재료나 업체, 가공자에 따라 품질이 천차만별이며, 가격 또한 마찬가지이다. 재료로는 아가지스(적실수), 가문비나무(Spruce, 일명 신비자), 향백나무, 피나무, 은행나무, 비자나무 등이 쓰인다.

## 줄 수에 따른 분류
과거에는 나라와 지역 등에 따라 판이하였으나, 오늘날에 와서는 19줄 바둑판이 쓰이고 있으며, 간소화된 바둑판으로는 13줄 바둑판과 9줄 바둑판이 있다.

### 19줄 바둑판
본판. 361교점. 공식 대국은 모두 십구로반이다.

### 13줄 바둑판
|  |  |  |  |  |  |  |  |  |  |  |  |  |
|  |  |  |  |  |  |  |  |  |  |  |  |  |
|  |  |  |  |  |  |  |  |  |  |  |  |  |
|  |  |  |  |  |  |  |  |  |  |  |  |  |
|  |  |  |  |  |  |  |  |  |  |  |  |  |
|  |  |  |  |  |  |  |  |  |  |  |  |  |
|  |  |  |  |  |  |  |  |  |  |  |  |  |
|  |  |  |  |  |  |  |  |  |  |  |  |  |
|  |  |  |  |  |  |  |  |  |  |  |  |  |
|  |  |  |  |  |  |  |  |  |  |  |  |  |
|  |  |  |  |  |  |  |  |  |  |  |  |  |
|  |  |  |  |  |  |  |  |  |  |  |  |  |
|  |  |  |  |  |  |  |  |  |  |  |  |  |

간이 대국, 연습이나 교육, 문서내 다이어그램 용도.

### 9줄 바둑판
|  |  |  |  |  |  |  |  |  |
|  |  |  |  |  |  |  |  |  |
|  |  |  |  |  |  |  |  |  |
|  |  |  |  |  |  |  |  |  |
|  |  |  |  |  |  |  |  |  |
|  |  |  |  |  |  |  |  |  |
|  |  |  |  |  |  |  |  |  |
|  |  |  |  |  |  |  |  |  |
|  |  |  |  |  |  |  |  |  |

간소한 대국이나 바둑 교육 및 연습 등의 용도로 이용되는 바둑판이다.

### 그 외의 바둑판
17줄 바둑판
고대 역사 속에서 사용되었던 바둑판이다. 티베트 전통 바둑에서도 17줄 바둑판을 사용한다. 줄 수는 가로와 세로 17줄씩, 착점은 289개이다.
15줄 바둑판
현재는 일본의 오목인 렌주 대국에서 공식적으로 사용되는 바둑판이다. 기존의 19줄 바둑판은 흑이 유리하고 13줄 바둑판은 백이 유리하다는 비판에 따라 채택된 규격이다. 줄 수는 가로와 세로 15줄씩, 착점은 225개이다.
4줄 바둑판
|  |  |  |  |
|  |  |  |  |
|  |  |  |  |
|  |  |  |  |

4줄 바둑판은 중화민국 출신의 프로 기사 장쉬 9단이 4줄 묘수풀이 퍼즐용으로 고안한 바둑판이다.

## 같이 보기
- 바둑돌